# ロイヤル・アルバート・ホール (アルバム)
『ロイヤル・アルバート・ホール』（The Bootleg Series Vol. 4: Bob Dylan Live 1966, The "Royal Albert Hall" Concert）は、ボブ・ディランの1966年の演奏を記録し、1998年にリリースされたライブ・アルバム。海賊盤などでしか聴けない未発表音源を公式盤としてリリースする『ブートレッグ・シリーズ第4集』として発表された。1998年10月24日付ビルボード200チャートで最高31位、全英アルバム・チャートで19位、日本のオリコンで65位を記録した。2005年11月11日、RIAAによりゴールド・ディスクに認定されている。
1966年5月17日のイギリス・マンチェスターのフリー・トレード・ホールでの演奏が収録されているが、この録音が海賊盤として出回った際、同年5月26日のロイヤル・アルバート・ホールでの演奏とされていたため、「例の『ロイヤル・アルバート・ホールでのコンサート』とされている」という意味でアルバム名の原題は『The "Royal Albert Hall" Concert』とクォーテーションマーク付きとなっている。

## 解説
ディランの1965年9月から翌1966年5月のワールド・ツアーは、前半はアコースティック・ギターの弾き語りによるフォーク、後半はバック・バンドのホークス（後のザ・バンド、ドラムズはミッキー・ジョーンズ）とのエレクトリック・ギターのロックというステージ構成をとっていた。そのため、旧来のフォークを好むファンから、後半の演奏に野次やブーイングの批判的な態度が各地で見られた。この録音では、最後の「ライク・ア・ローリング・ストーン」の演奏の前に、聴衆との次のやり取りを聴くことができる。
聴衆の一人が "Judas!" 「ユダ！」（「裏切り者」の意）と叫ぶと、それに続いていくつかの拍手が起こる。さらにもう一人が "I'm never listening to you again, ever!" 「お前なんか、今後二度と聴かないぞ！」と叫ぶと、ディランは、 "I don't believe you." 「お前のことは信じない。」しばらく沈黙した後 "You're a liar." 「お前は嘘つきだ。」 と言い、バックのバンドに向かって "Play it fuckin' loud." 「やかましく演奏しよう」と呼びかけ「ライク・ア・ローリング・ストーン」の演奏が始まる。
2005年の映画『ノー・ディレクション・ホーム』では、この出来事を当時のディランの象徴的な事件としてエンディングに据え、その映像を見ることもできる。
「ローリング・ストーン誌が選んだオールタイム・ライヴ・アルバム50」において、9位にランクイン。

## 収録曲
特記なき楽曲はボブ・ディラン作詞・作曲

### Disc 1（ソロ・アコースティック）
1. シー・ビロングズ・トゥ・ミー - She Belongs to Me – 3:27
2. フォース・タイム・アラウンド - 4th Time Around – 4:37
3. ジョアンナのヴィジョン - Visions of Johanna – 8:08
4. イッツ・オール・オーバー・ナウ、ベイビー・ブルー - It's All Over Now, Baby Blue – 5:45
5. 廃墟の街 - Desolation Row – 11:31
6. 女の如く - Just Like a Woman – 5:52
7. ミスター・タンブリン・マン - Mr. Tambourine Man – 8:52

### Disc 2（エレクトリック・バンド）
1. テル・ミー・ママ - Tell Me, Momma – 5:10
2. アイ・ドント・ビリーヴ・ユー - I Don't Believe You (She Acts Like We Never Have Met) – 6:07
3. 連れてってよ - Baby, Let Me Follow You Down – 3:46
  - 作詞・作曲: Eric von Schmidt、編曲: Bob Dylan
4. 親指トムのブルースのように - Just Like Tom Thumb's Blues – 6:50
5. ヒョウ皮のふちなし帽 - Leopard-Skin Pill-Box Hat – 4:50
6. いつもの朝に - One Too Many Mornings – 4:22
7. やせっぽちのバラッド - Ballad of a Thin Man – 7:55
8. ライク・ア・ローリング・ストーン - Like a Rolling Stone – 8:01

## 参加ミュージシャン
- ボブ・ディラン - ギター、ハーモニカ、ピアノ、ボーカル
- ロビー・ロバートソン - ギター
- リック・ダンコ - ベース、ボーカル
- リチャード・マニュエル - ピアノ、キーボード
- ガース・ハドソン - オルガン、キーボード
- ミッキー・ジョーンズ - ドラムス、パーカッション

## リリース
日本
| 日付          | レーベル | フォーマット | カタログ番号   | 付記 |
| ------------- | -------- | ------------ | -------------- | ---- |
| 1998年11月6日 | ソニー   | 2CD          | SRCS-8758･8759 |      |